# 콜 오브 듀티 (비디오 게임)
《콜 오브 듀티》(Call of Duty, 2003년 10월 29일 출시)는 FPS 비디오 게임으로, 퀘이크 III: 팀 아레나 엔진을 이용하였다. 이 게임은 제2차 세계대전의 보병과 통합 작전 부대 전투를 바탕으로 한 전쟁 게임이다. 이 게임은 액티비전으로부터 만들어 배급되었고 인피니티 워드로부터 개발되었지만콜 오브 듀티: 월드 앳 워와 콜 오브 듀티: 블랙 옵스는 트레이아크에 의해 개발되었다.2004년에 이 게임은 확장팩인, 콜 오브 듀티: 유나이티드 오펜시브,를 출시하였는데 이것도 액티비전으로부터 출시되었지만, 그레이 메터 인터엑티브로부터 발전되고, Pi 스튜디오의 도움을 받았다. 맥 OS X 버전의 콜 오브 듀티는 아스파르 미디어가 서포팅한 바 있다. 2004년 말에, 노키아가 N-Gape 버전을 개발하였고 액티비전이 출판하였다. 다른 버전들(콜렉터스 에디션, 게임 오브 디 이어 에디션, 딜럭스 에디션 등)은 개인용 컴퓨터에 맞추어 출시되었다.
2007년 11월 12일 이래로, 원래의 게임 콜 오브 듀티: 유나이티드 오펜시브, 콜 오브 듀티 2, 콜 오브 듀티 4는 밸브 콘텐츠 전달 플랫폼, 즉 스팀을 통해 구입할 수 있다.

## 게임 플레이
콜 오브 듀티는 메달 오브 아너: 얼라이드 어설트와 다른 많은 싱글 플레이 캠페인 미션 게임과 비슷한 게임 플레이와 테마를 가지고 있다. 하지만 메달 오브 아너와는 달리 이 게임은 미군의 시점뿐 아니라 영국군과 소련군의 시점으로도 게임을 즐길 수 있다.
싱글 플레이 모드에서 이 게임은 특이한 점이 있다. 바로 플레이어는 컴퓨터가 조종하는 연합군 병사에 참여하게 되는데, 그들은 (영국군 미션에서) 두 명의 보병에서 , (소비에트 연방군 미션에서는)한 연대의 탱크로 바뀐다는 것이다. 그것들은 임무마다 실제 게임 플레이어를 지원해 주는 것이 메달 오브 아너와 비교가 되는 효력을 가지고 있다. (여기서 중요한 것은 인공지능) 그들은 게임의 목적인, 더욱더 현실감 나고 몰입할 수 있는 경험, 다시 말해 제2차 세계대전의 군인들은 보통 더 큰 단체의 일부분이므로, 울펜 슈타인 3D의 "단독 늑대"와는 많은 차이가 난다.
미군 캠페인은 미국 육군의 101 공수 사단 소속의 Pvt. Martin(마틴 일병)으로 D-day에 프랑스로 강하하는 패스파인더 (pathfinders; 다른 공수부대 대원들이 강하하기 전에 1시간 정도 일찍 강하해 강하지점에 신호를 보내는 특별 부대원-군사용어)로써 플레이하게 되어 있는데, 이것은 HBO에서 제작한 미니 시리즈 밴드 오브 브라더스를 떠오르게 한다. 그에 이어 생 메르 에글리제(Sainte-Mère-Église; 프랑스 북부의 한 마을)을 공격하여, 독일군 전차 부대의 반격으로부터 마을을 지키는 임무가 잇따라 나온다. 그 밖에도 브레쿠르 지역 공격(Brécourt Manor Assault), 두 명의 영국군 장교를 구출하는 특수 임무, 그리고 마지막으로 벨기에 바스토뉴(Bastogne)에서 독일군 벙커를 공격하는 임무가 있다.
영국군 캠페인은 Sgt. Jack Evans(잭 에반스 병장)으로 시작한다. 그는 영국 6 공수 사단 소속의 공수 특전단(SAS)이다. 에반스로 플레이하게 되는 미션은 페가수스 다리를 점령하는 미션이 있는데, 이것은 영화 지상 최대의 작전에서 볼 수 있다. 또한 에데르(Ederee; 에데르 호수)의 댐 주위의 대공포를 파괴하는 미션이 나온다. 이것은 훗날 이 댐을 폭격하기 위한 준비 과정이다(형벌 작전; Operation Chastise). 그리고 독일 전함 티르피츠 호의 무기고를 폭파하는 미션과 후반부에 독일의 V-2 로켓 기지를 파괴하는 미션이 나온다.
소련군 캠페인은 처음에 영화 에너미 앳 더 게이트를 배경으로 볼가강을 건너 스탈린그라드 시내로 돌입하고 스탈린그라드 붉은 광장으로 진격하면서 시가전을 벌이게 된다. 또한 지하 하수도에서 근거리 접전을 벌이고 '파블로프의 집'(스탈린그라드 전투에서 소련군 1개 소대가 독일군의 공격을 2개월간 막아낸 아파트)을 제 13 근위소총사단과 제 150 소총사단의 Pvt. Alexei Ivanovich Vornonin(알렉세이 이바노비치 보로닌 이병. 나중에는 병장으로 진급한다)의 시점을 통하여 재현한다. 이 외의 미션들은 폴란드 해방 미션과, 탱크를 지휘하는 미션이 있다. 소련군 캠페인은 몰락된 베를린 제국의회 '라이스타그'(Reichstag) 위에 소비에트 연방의 깃발을 우뚝 세워 놓는 미션으로 끝난다. 소련 깃발이 세워진 다음, 전쟁의 결과를 간략하게 보여 준다.
영화 배우인 Jason Statham, Giovanni Ribisi, 그리고 Steven Blum들은 게임에서 각각 Sgt.Waters(워터스 병장:영국), Pvt.Elder(엘더 이병:미국)과 Cap.Foley(폴리 대위:미국)목소리로 출현하였다. 그리고 메달 오브 아너에서 활약한 미카엘 기아치노가 콜 오브 듀티의 사운드 트랙을 제작했다.
콜 오브 듀티는 셸 쇼크(포탄이 근거리에서 폭발했을 때 경험하는 현상. 전투 스트레스로 인한 심리적인 셸 쇼크와는 다르다.) 효과를 추가했다. 이것은 가까운 거리에서 폭발이 일어나면 생기는 현상으로, 시야가 흐릿해짐과 동시에 플레이어의 속도와 시간이 더 느려지며, 소리는 무엇에 감싸인 것처럼 둔탁한 소리가 들리게 된다. 이것은 영화 라이언 일병 구하기와 비슷하게 표현된다.

#### 노르망디 상륙의 시작
미군 켐페인의 첫번째 미션은 패스파인더인 101 공수사단 소속군 마틴 일병으로 프랑스 북부의 바스노르망디 지역에 상륙하여 주요 도로를 점령하는 것이다. 그러나 상륙 순간 동쪽으로 바람이 불어 목표 지점에서 벗어나게 된다. 여기서 플레이어는 생 메르 에글리제(Sainte-Mère-Église)의 후방에 주둔해 있는 다른 부대 소속의 군사들과 만나 생 메르 에글리제를 탈환하게 된다.

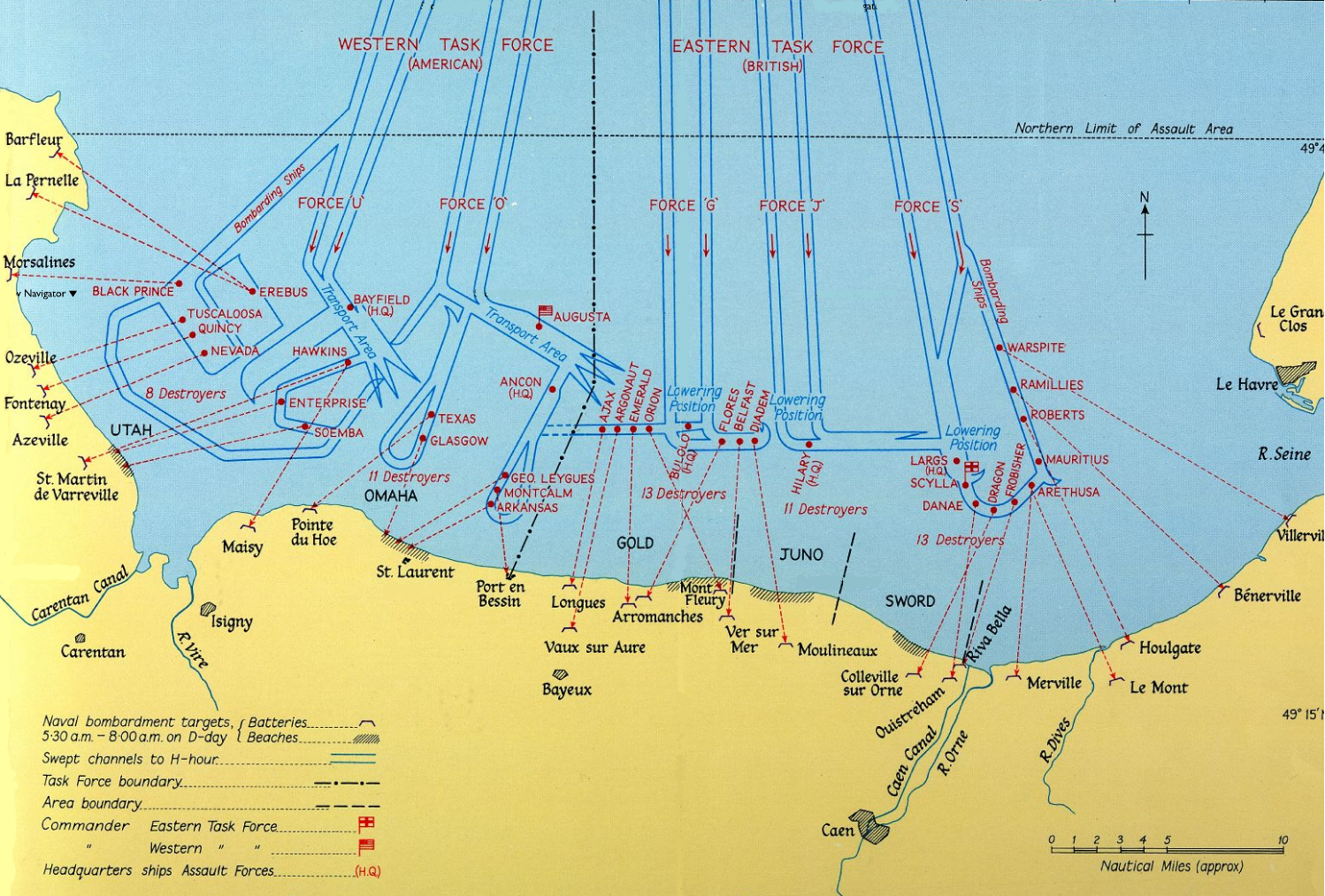
실제 2차세계대전 당시 상륙작전 지도

#### 생 메르 에글리제(Sainte-Mère-Église)탈환과 방어전
미국 켐페인의 주인공 마틴 일병의 두번째 미션은 폴리 대령의 군대와 합류해 생 메르 에글리제로 진격하는 것이다. 플레이어가 마을 곳곳에 있는 대포들을 폭탄으로 파괴하면 D-day저녘 탈환에 성공하게 된다. 그 다음 마을로 반격을 가하는 독일군들에 대한 저지를 위해 누디 대위, 그리고 엘더 이병(미군)과 함께 자동차를 타고 독일군 방어선을 뚫고 지원군을 요청하는데 성공하게 된다.

#### 브레쿠르 지역(Brécourt Manor Assault) 공격
이 미션에서 플레이어는 기밀 문서 2세트를 획득하고 대공포 6개 가량을 파괴해야 한다. 마틴 일병은 독일군이 만들어놓은 캐논(참호와 같은 형태로 적군을 저지하고 무거운 대형 무기를 보호하기 위해 만드는 일종의 통로)을 통해 진격해 대공포 5개를 파괴하게 된다. 이후 외곽에 있는 주택사이를 오고 가며 대공포 1개를 파괴하고 기밀 문서를 획득하게 된다. 이 미션은 사이에 끼어 있는 미션으로 매우 쉽다.

#### 영국 장교 구출 작전
미국 켐페인 세번째 임무는 작전 수행중 포로로 붙잡힌 인그람 대령과 프라이스 대위를 구출하는 것이다.
프라이스 대위(후에 영국군 켐페인에 등장함)는 독일의 알리바 알프스에 있는 독일군 별장에 붙잡혀있다. 이때 마틴은 2인 1조로 팀을 짜 별장 안의 문서를 훔치고 비밀 통신실을 찾아 부수게 된다. 그 다음, 포로로 붙잡혀 있는 프라이스 대위와 함께 탈출한다.
폴리 대위 일행이 별장이 도착하기 전 인그람 대령은 오스트리아의 stasshot 수용소에 옮겨졌다. 마틴은 인그람 대령을 구출하기 위해 수용소로 진격한다. 플레이어가 이 미션을 플레이 할 때는 수용소에서 탈출하기 위해 주어진 시간인 10분동안 인그람 대령을 구해 빠져 나가야한다.이로써 미국군 켐페인의 전반부가 끝나고 영국군 켐페인으로 넘어가게 된다.

#### 페가수스(Pegasus bridge)다리 공방전
영국군 켐페인으로는 에반스병장으로 플레이 하게 된다. 여기서 프라이스대위 가 이끄는 잔여부대와 4중대는 노르망디 상륙작전 당일, 코탕탱 반도의 후방에 위치한 독일 부대가 소드 해변을 시작으로 해안선을 따라 진격하는 것을 막는 임무를 맡는다. 이 작전은 코탕탱 반도와 프랑스 북부의 사이에 있는 커다란 운하에 위치한 두 개의 다리를 점령하는 작전으로 이어진다. 두 개의 다리 중 에반스 병장과 프라이스 대위는 페가수스 다리(Pegasus bridge)를 맡게 된다.
페가수스 다리를 공격할 때는 글라이더를 타고 페가수스 다리 근처에 상륙한 후, 진격하는 방식이다. 페가수스 다리를 점령한 후로는 방어전에 돌입한다. 고주사포를 이용해 제방의 독일군을 소탕하고 펜저파우스트를 이용해 다리 후방에서 오는 전차들을 파괴한다. 이 미션은 연합군이 도착할 때까지 방어하는 임무이다. 연합군이 올때까지 6분 동안 다리를 방어 해야 한다. 이 미션이 끝난 후, 전쟁의 승리를 이끈 에반스와 프라이스는 형벌작전을 담당하는 제3대대로 옮겨지게 된다.

#### 에데르 댐(Ederee dam) 폭격 준비
3대대에 들어간 에반스 병장은 루르강에 위치한 독일의 중심 산업단지인 루르 공업단지의 발전기를 파괴하는 임무를 맡는다. 에반스는 에데르 댐의 기공포 12대를 파괴하고 만일에 대비해 발전기에 폭약을 설치하는 등의 미션을 수행한다.
임무 수행후, 적군의 화물차를 훔친 워터스 병장, 프라이스 대위와 만나 화물차를 타고 인근의 비행장으로 달린다. 달리는 도중, 쫓아오는 오토바이와 화물차, 전차를 펜저파우스트(전차나 탱크를 파괴할 때 쓰는 일종의 폭탄)로 파괴하고 지나 온 다리를 끊으며 비행장에 도착한다. 비행장에 도착하고 나서는 폭탄을 투하하는 적군의 스텔스 기를 파괴하고 적군의 비행기를 훔쳐 달아나게 된다.

#### 티르피츠 호 로의 잠입
보트를 타고 독일 전함 티르피츠에 독일군 장교인 척 하고 진입한 후 안에서 폭탄을 설치한 후 탈출하는 미션이다. 중간에 프라이스 대위가 죽는다. (어차피 다른시리즈에 다시 나옴)

#### 하수구를 통한 진격과 아파트 방어전
하수구를 이용한 독일군 소탕작전

#### 폴란드 해방 미션
폴란드가 해방된작전

## 멀티 플레이
콜 오브 듀티 멀티 플레이에는 6가지의 게임 방식이 있다: 적진 내부, 적진 내부로 들어가서 최대한 오랫동안 살아남는 방식; 데스매치, 참가한 인원들이 같은 팀 없이 각자 서로를 공격하는 방식 (Free For All); 팀 데스매치(Team Death Match), 참가한 인원들이 두 개의 팀으로 나뉘어 서로 다른 팀을 공격하는 방식; 탈취(Domination), 깃발 탈취와 비슷한 방식; 탐색 파괴(Search and Destroy), 또 다른 컴퓨터 게임 카운터 스트라이크에서 폭탄을 설치하고 해체하는 방식; 그리고 사령부, 1.2 패치에 새롭게 추가된 것으로 상대편 사령부의 무전기를 일정한 시간 동안 점령해야 하는 방식들이 있다.
콜 오브 듀티 멀티 플레이에서 특별한 기능은 "킬캠"인데, 이것은 공격을 당한 플레이어가 자신이 공격당하기 전의 5초를 상대방의 시각으로 보여 준다. 이는 상대방이 부정행위를 하는지 상대방이 알 수 있게 하기 위함이다.
멀티 플레이는 또한 사용자가 서버를 만들어서 사용자가 직접 서버를 운영할 수 있게 해 준다. 사용자는 여기에서 서버를 관리하기 위한 목록을 받게 된다. 여기에는 지도를 바꾸거나 일시적인 금지 사항들, 다른 플레이어를 추방, 특정한 플레이어를 접속 금지시키고, 정해진 무기를 사용하지 못하게 만드는 등의 목록들이 있다. 만약 사용자가 서버에 더 많은 조건을 추가(개조. 예를 들어 부비트렙)하고 싶다면 다양한 웹사이트에서 스킨이나 모드를 다운로드 할 수 있다.(이를테면, 31st Squad)

## 평가
콜 오브 듀티는 평균 91%의 만족도가 메타크리틱과 게임 랭킹에서 나왔다. 2004년 Academy of Interactive Arts & Sciences에서 Command & Conquer: Generals(커맨드 앤 컨커 : 제너럴), 맥스 페인 2 : 더 폴 오브 맥스 페인과, 라이즈 오브 네이션을 제치고 "올해의 최고의 게임"상을 받았다. 이 게임은 "올해 최고의 컴퓨터 게임"과 "올해 최고의 컴퓨터 FPS게임" 상들을 받았고 "컴퓨터 게이밍의 혁명", "OST에서 놀라운 업적"과, "완벽한 사운드 디자인"이라는 평가를 받았다.".
콜 오브 듀티는 2004년에 Game Developers Choice Awards에서 최고의 게임이라는 평가를 받았다. 그래도 그 상을 타지는 못하더라도 인피니티 워드는 "올해의 록키 스튜디오"를 받았다. Chuck Rossum 은 게임에서 보인 업적으로 "뛰어난 오디오"상을 탔다.
리뷰 웹사이트 IGN은 콜 오브 듀티를 10점에서 9.3점으로 평가했고, Dan Adams(댄 애덤스)는 후기로 "당신은 당신은 의자에 붙어 못 떨어지게 하는 흥미를 좋아하게 됩니다. 이 흥미진진한 게임은 액션 팬들이 한번 해 보고 그대로 빠져 버리게 합니다." 그의 한가지 비판으로는 게임 에피소드가 너무 짧고, 고증 오류가 좀(많이) 있고, 다른 평가자들이 지적한 몇가지 오류들뿐이다.
그러나 한 편으로는 미국 혹은 서양 우월주의라는 비판이 있기도 하다.

## 후편
콜 오브 듀티의 성공으로, 많은 후속편이 나왔다. 콜 오브 듀티 2도 2005년 10월에 인피니티 워드로부터 개발되었다. 몇가지의 콜 오브 듀티는 콘솔(예를 들어 PS 시리즈, 엑스박스 시리즈등) 버전으로만 출시되었는데, 그중에는 스파크 언리미티드부터의 콜 오브 듀티: 영광의 시간 또는 그레이 메터와 트레이아크의 콜 오브 듀티 2: 빅 레드 원이 있다. 콜 오브 듀티 4: 모던 워페어는 플레이 스테이션 3와 Xbox 360, PC로 출시되었다. 휴대용 버전은 닌텐도 DS 버전으로도 출시되었다. 2007년 3월 14일에 출시된 콜 오브 듀티: 승리로 가는 길은 PSP, N-Gage과 포켓 PC를 위하여 나온 것이다. 2008년, 트레이아크로부터 콜 오브 듀티: 월드 앳 워가 출시되었다. 그리고 2009년에는 콜 오브 듀티: 모던 워페어 2가 발매되었으며, 2010년에는 트레이아크가 제작한 콜 오브 듀티: 블랙 옵스가 출시되었다.
2011년에는 모던 워페어 시리즈의 마지막판인 콜 오브 듀티: 모던 워페어 3가 출시되었다.
그 후에도 블랙 옵스2가 출시되었고 2013년 콜오브 듀티: 고스트가 출시되었다. 2014년 현재 최신작은 콜오브 듀티: 어드밴스드 워페어이다.

## 참고
1. ↑  “게임스팟 - 콜 오브 듀티”. 2009년 10월 1일에 원본 문서에서 보존된 문서. 2007년 11월 17일에 확인함.
2. ↑  “Activision Adds GUN, Call of Duty to Steam”. 1up.com. 2007년 11월 7일에 원본 문서에서 보존된 문서. 2007년 10월 18일에 확인함.
3. ↑  “Call of Duty for PC Review - PC Call of Duty Review, page 2”. 2007년 9월 23일에 확인함.
4. ↑  “제목=31st Squad Call of Duty Maps/Downloads”. 2007년 10월 13일에 원본 문서에서 보존된 문서. 2007년 11월 17일에 확인함.
5. ↑  “Call of Duty”. 《GameRankings》. CBS Interactive Inc. 2016년 7월 10일에 원본 문서에서 보존된 문서. 2011년 10월 27일에 확인함.
6. ↑  “Call of Duty Classic”. 《GameRankings》. CBS Interactive Inc. 2011년 10월 27일에 확인함.
7. ↑  “Call of Duty Classic”. 《GameRankings》. CBS Interactive Inc. 2011년 10월 27일에 확인함.
8. ↑  “Call of Duty”. 《GameRankings》. CBS Interactive Inc. 2014년 1월 26일에 확인함.
9. ↑  “Call of Duty for PC Reviews, Ratings, Credits, and More at Metacritic”. Metacritic.com. 2011년 10월 27일에 확인함.
10. ↑  “Call of Duty Classic for PlayStation Network Reviews, Ratings, Credits, and More at Metacritic”. Metacritic.com. 2011년 10월 27일에 확인함.
11. ↑  “Call of Duty Classic for Xbox Live Arcade Reviews, Ratings, Credits, and More at Metacritic”. Metacritic.com. 2011년 10월 27일에 확인함.
12. ↑  “allgame - Call of Duty > Overview”. Allgame. 2009년 8월 27일에 원본 문서에서 보존된 문서. 2008년 5월 15일에 확인함.
13. ↑  “Review: Call of Duty for PC on GamePro.com.”. GamePro. 2008년 7월 24일에 원본 문서에서 보존된 문서. 2008년 5월 15일에 확인함.
14. ↑  “Call of Duty for PC Review - PC Call of Duty Review”. GameSpot. 2008년 5월 15일에 확인함.
15. ↑  “IGN: Call of Duty Review”. IGN. 2012년 2월 18일에 원본 문서에서 보존된 문서. 2008년 5월 19일에 확인함.
16. ↑  “X-Play review Call of Duty PC - PC Call of Duty review”. X-Play. 2017년 4월 9일에 원본 문서에서 보존된 문서. 2009년 3월 13일에 확인함.
17. ↑  “7th Annual Interactive Achievement Awards”. Academy of Interactive Arts & Sciences. 2007년 9월 29일에 원본 문서에서 보존된 문서. 2007년 9월 23일에 확인함.
18. ↑  “4th Annual Game Developer Choice Awards”. Game Developers Choice Awards. 2008년 4월 1일에 원본 문서에서 보존된 문서. 2007년 9월 23일에 확인함.
19. ↑  Dan Adams. “Call of Duty Review”. IGN. 2007년 3월 24일에 원본 문서에서 보존된 문서. 2007년 9월 23일에 확인함.